# 马修·范德普尔
马修·范德普尔（Mathieu van der Poel，1995年1月19日—），荷兰职业自行车手，目前效力於UCI一級車隊歐倍青車隊(Alpecin–Deceuninck)，同时參與公路赛、公路越野赛和山地越野赛三类项目。他代表荷兰队在UCI世界錦標賽上赢下了5枚公路越野赛精英组金牌和1枚公路赛精英组金牌。他还多次赢下五大古典赛冠军。

## 家庭
马修·范德普尔出生於比利時卡佩倫 (安特衛普省)，來自於一個自行车世家。
他的哥哥David van der Poel也是一位自行車手，曾拿下於2013年在希爾法倫貝克舉辦的世界公路越野賽U23的冠軍。
他的外祖父雷蒙·普利多1964年環西自由車賽總冠軍，並曾在环法自由車賽上获得3次亚军和5次季军。
父亲阿德里·范德普尔曾六次贏得荷蘭公路車錦標賽冠軍與1996年世界公路越野賽冠軍，並曾在環法自行車拿下過兩次單站冠軍與不少的單日經典賽。

## 公路赛
在三大环赛方面，范德普尔在环法自行车赛上获得1次赛段冠军（2021）。在环意自行车赛上获得1次敢斗奖（2022）和1次赛段冠军（2022）。
在五大古典赛方面，范德普尔获得过其中三项赛事的冠军，分别为環法蘭德斯賽（2020，2022，2024）、米蘭–聖雷莫（2023）、巴黎–魯貝（2023，2024，2025）。
在世锦赛方面，范德普尔获得过2013年佛罗伦萨世锦赛青年组公路赛金牌和2023年格拉斯哥世锦赛精英组公路赛金牌。

## 公路越野赛
范德普尔在公路越野赛项目上占据统治地位。他在2012和2013年以青年组身份参赛夺得世锦赛金牌，2014年以U23组参赛夺得世锦赛铜牌。2015年起以精英组身份参加世锦赛，截至2023年，他在精英组已经赢下5枚金牌（2015，2019—21，2023，2024）、1枚银牌（2017）和1枚铜牌（2018）。

## 山地越野赛
范德普尔还参加世界山地自行车锦标赛，他在2018年世锦赛上赢得精英组铜牌。他在2020年夏季奧林匹克運動會山地自行車男子越野賽上遭遇摔车退赛。